# Emil Kenzhesariev
Emil Rinatovič Kenzhesariev (in russo Эмиль Ринатович Кенжисариев?; Kant, 26 marzo 1987) è un ex calciatore ed ex giocatore di calcio a 5 kirghiso, di ruolo difensore.
Possiede il passaporto kazako.

## Statistiche

### Cronologia presenze e reti in Nazionale
| Cronologia completa delle presenze e delle reti in nazionale ― Kirghizistan | Cronologia completa delle presenze e delle reti in nazionale ― Kirghizistan | Cronologia completa delle presenze e delle reti in nazionale ― Kirghizistan | Cronologia completa delle presenze e delle reti in nazionale ― Kirghizistan | Cronologia completa delle presenze e delle reti in nazionale ― Kirghizistan | Cronologia completa delle presenze e delle reti in nazionale ― Kirghizistan | Cronologia completa delle presenze e delle reti in nazionale ― Kirghizistan | Cronologia completa delle presenze e delle reti in nazionale ― Kirghizistan |
| Data                                                                        | Città                                                                       | In casa                                                                     | Risultato                                                                   | Ospiti                                                                      | Competizione                                                                | Reti                                                                        | Note                                                                        |
| --------------------------------------------------------------------------- | --------------------------------------------------------------------------- | --------------------------------------------------------------------------- | --------------------------------------------------------------------------- | --------------------------------------------------------------------------- | --------------------------------------------------------------------------- | --------------------------------------------------------------------------- | --------------------------------------------------------------------------- |
| 8-9-2004                                                                    | Biškek                                                                      | Kirghizistan                                                                | 1 – 2                                                                       | Bahrein                                                                     | Qual. Mondiali 2006                                                         | 1                                                                           | 70’                                                                         |
| 13-10-2004                                                                  | Dušanbe                                                                     | Tagikistan                                                                  | 2 – 1                                                                       | Kirghizistan                                                                | Qual. Mondiali 2006                                                         | -                                                                           | 46’                                                                         |
| 10-11-2004                                                                  | Al Kuwait                                                                   | Kuwait                                                                      | 3 – 0                                                                       | Kirghizistan                                                                | Amichevole                                                                  | -                                                                           | 46’ 65’                                                                     |
| Totale                                                                      |                                                                             | Presenze                                                                    | 3                                                                           |                                                                             | Reti                                                                        | 1                                                                           |                                                                             |

## Palmarès

### Club

#### Competizioni nazionali
- Campionato kazako: 3

Astana: 2006
Aqtóbe: 2009, 2013
- Supercoppa del Kazakistan: 2

Aqtóbe: 2008, 2010
- Coppa d'Uzbekistan: 1

Bunyodkor: 2012